# アミール (護衛空母)
|          |                                                             |
| 艦歴     |                                                             |
| 発注     |                                                             |
| 起工     | 1942年7月18日                                               |
| 進水     | 1942年10月18日                                              |
| 就役     | 1943年6月28日（アメリカ海軍） 1943年7月20日（イギリス海軍） |
| 退役     | 1946年3月20日                                               |
| 除籍     |                                                             |
| その後   | 1969年にスクラップとして廃棄                                |
| 性能諸元 |                                                             |
| 排水量   | 8,333トン                                                   |
| 全長     | 495.66 ft (151 m)                                           |
| 全幅     | 69.5 ft (21.2 m)                                            |
| 吃水     | 26 ft (7.9 m)                                               |
| 機関     | 蒸気タービン1軸推進、8,500shp                               |
| 最大速   | 17 ノット (31 km/h)                                         |
| 航続距離 |                                                             |
| 乗員     | 士官、兵員890名                                             |
| 兵装     | 5インチ砲2門                                                |
| 搭載機   | 24                                                          |

バフィン (USS Baffins, AVG/ACV/CVE-35) は、アメリカ海軍の護衛空母。ボーグ級。1943年6月28日に就役するが、同年7月19日に退役し7月20日にイギリス海軍のアミール (HMS Ameer, D01) として就役した。

## 艦歴
艦は海事委任契約の下ワシントン州タコマのシアトル・タコマ造船所で1942年7月18日に起工する。1942年10月18日にローレンス・ベネット夫人によって進水し、1943年6月28日にW・L・リーズ艦長の指揮下就役する。
バフィンは1943年7月18日までピュージェット・サウンド海軍造船所で艤装を行う。1943年7月15日に CVE-35（護衛空母）に艦種変更され、7月18日にレンドリース法に基づきブリティッシュコロンビア州バンクーバーでイギリス海軍に移管され、アミールと命名された。
アミールはイギリス海軍の要求で飛行甲板が延長され、ソナーの装着、消火・換気システム、アメリカ、イギリス両用の爆弾、魚雷が運用できるよう改修された。
アミールは東洋艦隊に配属され、1944年5月に KMF-31 船団の護衛として地中海に向けて出航する。1944年6月27日にトリンコマリーに到着し、しばらく航空機輸送などに従事する。
1945年1月、アミールはライトニング作戦（ビルマのアキャブへの上陸作戦）で砲撃部隊であるフォース61に加わった。だが、日本軍は重要地点から48時間前に撤退しており、上陸前の砲撃は行われなかった。
アミールは続いてマタドール作戦（ラムリー島北部への上陸作戦）に参加した。艦載機部隊の任務は戦艦クイーン・エリザベス (HMS Queen Elizabeth, 00) の上空護衛であった。
1945年2月、ステイシー作戦（クラ地峡などの偵察）に参加。6月、バルサム作戦（スマトラ島の飛行場攻撃など）に参加。7月コリー作戦（掃海およびニコバル諸島攻撃）、ライヴリー作戦（プーケット島沖の掃海）に参加。

## 艦載部隊
| 日付                   | 搭載航空団 | 搭載機種   |
| 1944年7月 - 1944年8月  | 845        | Wildcat V  |
| 1944年12月 - 1945年3月 | 804        | Hellcat II |
| 1944年12月             | 845        | Wildcat V  |
| 1945年4月 - 1945年9月  | 896        | Hellcat II |
| 1945年5月 - 1945年10月 | 804        | Hellcat II |
| 1945年6月              | 888        | Hellcat II |
| 1945年7月 - 1945年8月  | 1700 Dt    | Walrus I   |

アミールは24機までの航空機を運搬することができた。現役時はほとんどアメリカ製のグラマン ヘルキャット II （当初はガネットと呼ばれた）を運用した。また、グラマン ワイルドキャット V （マントレットと呼ばれた）も運用された。大戦の終盤にはスーパーマリン ウォーラスも運用された。

## 戦後
戦争が終了すると1946年1月17日にバージニア州ノーフォークでアメリカ海軍に返還され、9月17日に民間に売却、Robin Kirk と改名された。1969年に台湾でスクラップとして売却、廃棄された。